# Sioni (Tianeti)
Sioni (en georgiano: სიონი) es un asentamiento urbano en el norte de Georgia, ubicada en el sur de la región de Mtsjeta-Mtianeti y parte del municipio de Tianeti. 

## Geografía
Sioni se encuentra en el valle del río Ivri, a orillas del embalse de Sioni, a 32 kilómetros de Tianeti.

## Historia
Antes de la creación del embalse de Sioni, había una basílica de la segunda mitad del siglo V y en sus alrededores se ubicaron varios monumentos medievales. Una gran parte de ellos quedó cubierta por agua, y la basílica fue desmantelada y trasladada al museo de Folclore y Arquitectura de Tiflis.
Sioni fue construido en 1951 durante la construcción del embalse de Sioni. Sioni obtuvo el estatus de pueblo en 1960. Hasta la década de 1970, se llamaba Sionmsheni.  

## Demografía
La evolución demográfica de Sioni entre 1970 y 2014 fue la siguiente:
| 429                                             | 605 | 487 | 438 | 371 |
| (Fuente: Population of Georgia in Soviet times) |     |     |     |     |

Según los datos del censo de 2014, los georgianos son el 97% de la población, los rusos son el 0,8% y el 0,5%, los armenios.